# Hrabstwo Union (Tennessee)
Hrabstwo Union (ang. Union County) – hrabstwo w stanie Tennessee w Stanach Zjednoczonych. Obszar całkowity hrabstwa obejmuje powierzchnię 247,13 mil² (640,06 km²). Według szacunków United States Census Bureau w roku 2009 miało 19 164 mieszkańców.
Hrabstwo powstało w 1850 roku. 
Hrabstwo należy do nielicznych hrabstw w Stanach Zjednoczonych należących do tzw. dry county, czyli hrabstw gdzie decyzją lokalnych władz obowiązuje całkowita prohibicja.

## Miasta
- Luttrell
- Maynardville
- Plainview[6]

| Populacja hrabstwa w poprzednich latach | Populacja hrabstwa w poprzednich latach |
| Rok                                     | Liczba ludności                         |
| --------------------------------------- | --------------------------------------- |
| 1980                                    | 11 670                                  |
| 1990                                    | 13 694                                  |
| 2000                                    | 17 808                                  |
| 2005                                    | 19 076                                  |